# Fulvetta à gorge rayée
Fulvetta cinereiceps
Espèce
Synonymes
- Siva cinereiceps J. Verreaux, 1870
- Alcippe cinereiceps (J. Verreaux, 1870)

Statut de conservation UICN

 LC  : Préoccupation mineure
La Fulvetta à gorge rayée (Fulvetta cinereiceps), anciennement Alcippe à gorge rayée, est une espèce de passereaux de la famille des Paradoxornithidae.

## Répartition
Cet oiseau est répandu à travers la Chine.

## Taxonomie

### Sous-espèces
D'après la classification de référence (version 5.2, 2015) du Congrès ornithologique international, cette espèce est constituée des sous-espèces suivantes (ordre phylogénique) :
- F. cinereiceps fessa Bangs & J.L. Peters, 1928 ;
- F. cinereiceps cinereiceps (J. Verreaux, 1870) ;
- F. cinereiceps fucata (Styan, 1899) ;
- F. cinereiceps guttaticollis (La Touche, 1897).